# Zygmunt Jan Grabowski
Zygmunt Jan Władysław Grabowski (ur. 10 lutego 1898 w Korczynie, zm. wiosną 1940 w Katyniu) – porucznik artylerii Wojska Polskiego, ofiara zbrodni katyńskiej.

## Życiorys
Syn Władysława i Antoniny z Marischlerów. Uczestniczył w I wojnie światowej w szeregach austro-węgierskiej armii. W 1918 zgłosił się na ochotnika do formującego się Wojska Polskiego. Następnie walczył w obronie polskości Lwowa. W okresie międzywojennym (do 1934) służył w jednostkach artylerii WP. Po ukończeniu kursu intendentów w Wyższej Szkole Wojennej w Warszawie od października 1934 pracował w Składnicy Materiałów Intendentury nr 9.
W czasie kampanii wrześniowej 1939, po agresji ZSRR na Polskę, w nieznanych okolicznościach wzięty do niewoli sowieckiej. Od 19 października 1939 przetrzymywany w  obozie juchnowskim, a w listopadzie przeniesiony do obozu jenieckiego w Kozielsku. Między 19 a 21 kwietnia 1940 przekazany do dyspozycji naczelnika smoleńskiego obwodu NKWD – lista wywózkowa 035/4 z 16 kwietnia 1940. Między 20 a 22 kwietnia 1940 został zamordowany w lesie katyńskim przez funkcjonariuszy Obwodowego Zarządu NKWD w Smoleńsku oraz pracowników NKWD przybyłych z Moskwy na mocy decyzji Biura Politycznego KC WKP(b) z 5 marca 1940. Ofiary tej zbrodni grzebano w bezimiennych mogiłach zbiorowych, gdzie od 28 lipca 2000 mieści się oficjalnie Polski Cmentarz Wojenny w Katyniu. W miejscu tym prowadzone były ekshumacje i prace archeologiczne. W 1943 jego ciało zostało zidentyfikowane w toku ekshumacji nadzorowanych przez Niemców pod numerem 3938 (raport dzienny z 4 czerwca 1943), a przy zwłokach znaleziono: legit. ofic.. Figuruje na liście Komisji Technicznej PCK pod numerem 03938. 

### Życie prywatne
Mieszkał w Warszawie, był żonaty z Marią z Zarańskich.

## Ordery i odznaczenia
- Medal Niepodległości (9 listopada 1933)[13]
- Srebrny Krzyż Zasługi[2]

## Upamiętnienie
5 października 2007 minister obrony narodowej Aleksander Szczygło mianował go pośmiertnie na stopień kapitana. Awans został ogłoszony 9 listopada 2007 w Warszawie, w trakcie uroczystości „Katyń Pamiętamy – Uczcijmy Pamięć Bohaterów”.
13 kwietnia 2016, w ramach akcji „Katyń... pamiętamy” / „Katyń... Ocalić od zapomnienia”, w ogrodzie Pałacu Prezydenckiego został zasadzony Dąb Pamięci poświęcony wszystkim Ofiarom Zbrodni Katyńskiej, certyfikat z numerem 1.